# Síndrome de aplastamiento
El síndrome de aplastamiento (también llamado rabdomiolisis traumática y síndrome de Bywaters) es una condición médica caracterizada por shock intenso e insuficiencia renal después de una lesión por aplastamiento del músculo esquelético. Literalmente, la palabra aplastar (crush) significa presionar, comprimir o apretar con mucha fuerza algo que está dañado o lesionado con el fin de que pierda su forma o su configuración. Cuando se habla de una lesión por aplastamiento se alude solo a la causa traumática mientras que cuando se usa la expresión síndrome de aplastamiento se hace referencia a las manifestaciones sistémicas secundarias a una lesión muscular por aplastamiento debida a un impacto traumático directo o a una lesión por isquemia-reperfusión. Esas manifestaciones pueden incluir músculos tensos, edematosos y dolorosos, shock hipovolémico, insuficiencia renal aguda, hiperpotasemia, acidosis, arritmias, insuficiencia respiratoria y cardíaca, infecciones y traumas psicológicos.
El mecanismo patogénico subyacente en el síndrome de aplastamiento es una enfermedad llamada rabdomiólisis, definida como la lesión del músculo estriado por causas traumáticas o no traumáticas que genera la liberación de componentes intracelulares en la circulación sistémica, lo que determina muchas anomalías clínicas y de laboratorio. En la rabdomiólisis que subyace al síndrome de aplastamiento la miólisis se vincula con la compresión traumática del músculo seguida de reperfusión, como se ve con frecuencia en accidentes o catástrofes. Sin embargo, el traumatismo muscular no siempre conduce a rabdomiólisis ni todas las rabdomiólisis conducen a insuficiencia renal aguda ni todos los cuadros de insuficiencia renal aguda relacionada con aplastamiento son atribuibles a rabdomiólisis. En los desastres masivos la mayor parte de los casos (si no todos) de síndrome de aplastamiento son consecuencia de una lesión por aplastamiento.

## Diferencias entre lesión por aplastamiento y síndrome de aplastamiento

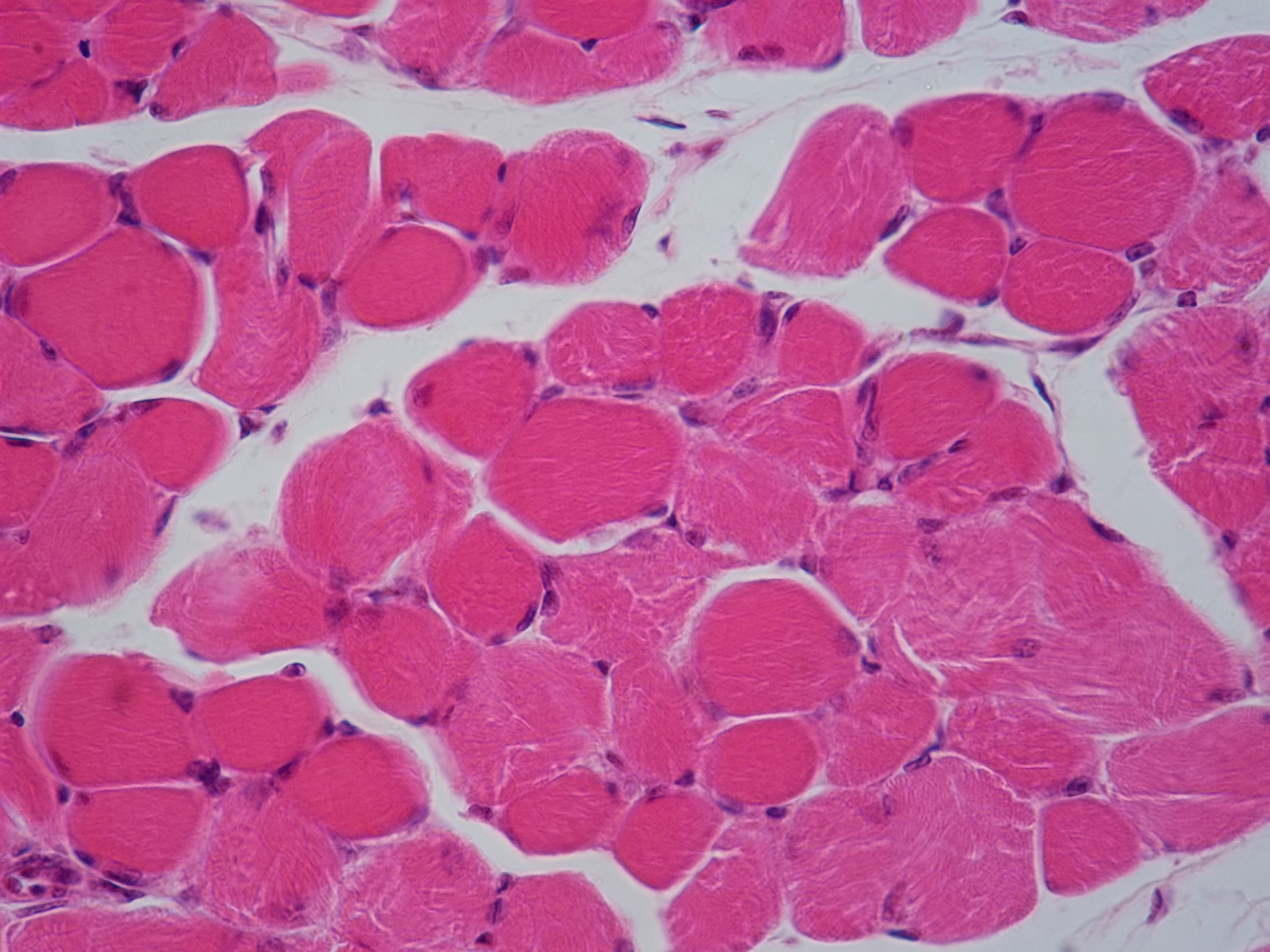
Corte transversal del músculo estriado. Tinción con hematoxilina-eosina, 400X.

La lesión por aplastamiento se define como una disrupción mecánica del tejido a causa de una fuerza externa que provoca daño celular inmediato, isquemia tisular y lesión por reperfusión. El síndrome de aplastamiento, en cambio, se define como un cuadro de reperfusión sistémica (que afecta todo el organismo) originado en fibras musculares aplastadas que, al ser liberadas, desencadenan manifestaciones sistémicas que en algunos casos llegan a causar la muerte. Esta compresión puede ser provocada por estructuras externas o por el propio peso del paciente sobre una superficie dura.  Las lesiones por aplastamiento son secundarias a una compresión de las extremidades u otras partes del cuerpo que causa inflamación del músculo estriado o trastornos neurológicos en las 
zonas comprometidas mientras que en el síndrome de aplastamiento la lesión por aplastamiento está localizada y causa manifestaciones sistémicas. Según otra publicación, el término síndrome de aplastamiento suele emplearse para aludir al daño renal agudo que aparece como consecuencia de lesiones por aplastamiento; además, el concepto de síndrome de aplastamiento es mucho más amplio y como ya se dijo también puede incluir, en mayor o menor medida, lesiones traumáticas a todos los niveles, shock hipovolémico, sepsis, síndrome de dificultad respiratoria aguda, insuficiencia cardíaca, coagulopatía y trastornos psicológicos, entre otros problemas graves.
Los casos se asocian con catástrofes  (p. ej., terremotos) en las que las personas afectadas han quedado atrapadas debajo de estructuras caídas durante el episodio.

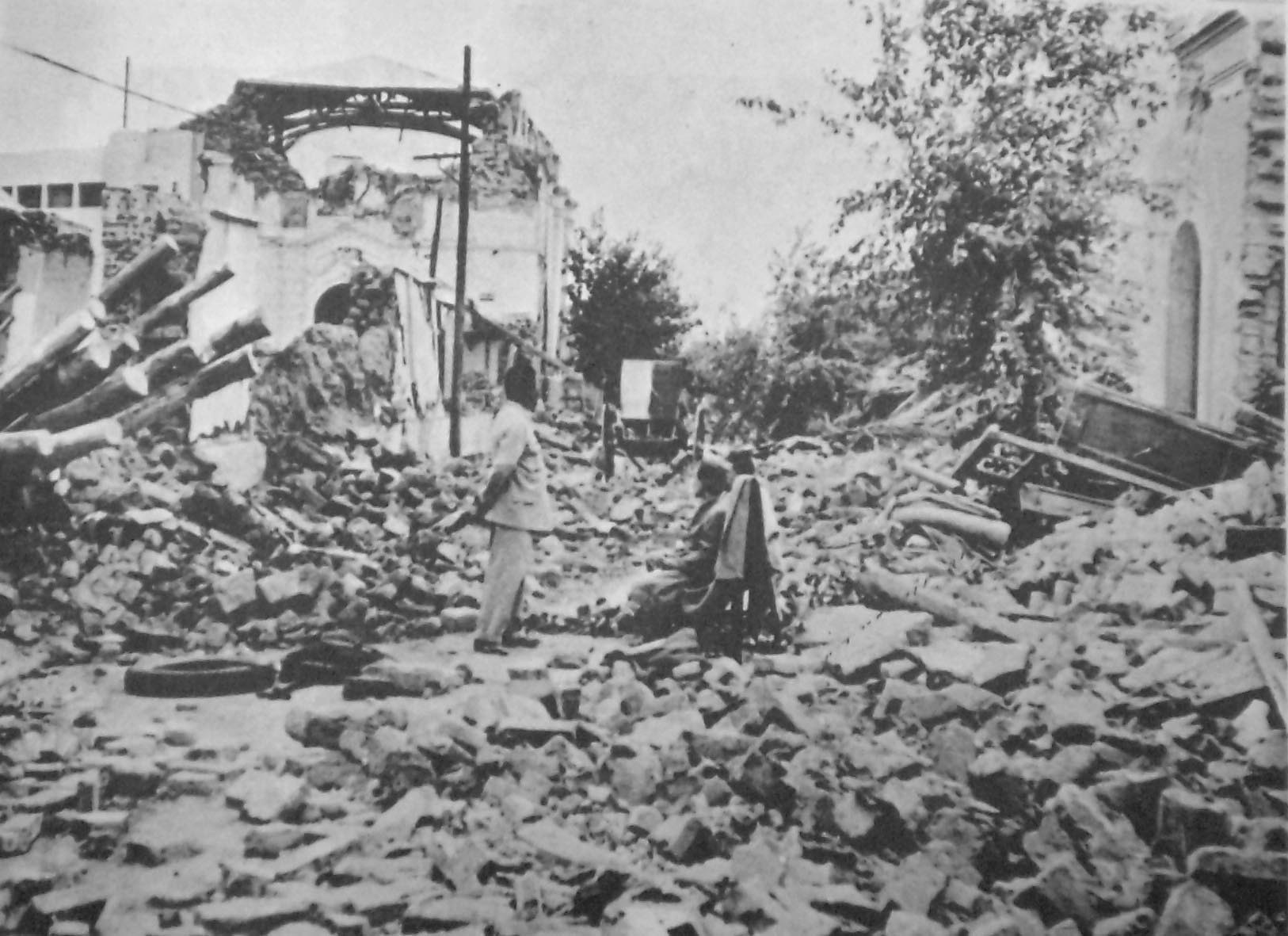
Las calles de San Juan (Argentina) después del terremoto de 1944.

Las víctimas de daño por aplastamiento representan uno de los mayores retos en la medicina de campo y es posible que su atención constituya una de las pocas situaciones en las que se necesita un médico en el lugar.

## Clasificación
Este síndrome puede clasificarse de acuerdo con diferentes variables. Por ejemplo, la clasificación puede basarse en el tipo de compresión, caso en el que hay que distinguir entre compresión posicional o directa y trituración. Otra forma de clasificación se basa en la localización de la lesión, que puede hallarse en la cabeza, el tórax, el abdomen, la pelvis o las extremidades. También se puede clasificar el síndrome por una combinación de lesiones de los tejidos blandos, por ejemplo, con daño de los órganos internos, con daño de los huesos y las articulaciones y con daño de los vasos y los troncos nerviosos. La clasificación también puede basarse en la gravedad de las lesiones, que a su vez se clasifica según la duración de la compresión. Por ejemplo, después de cuatro horas de compresión las lesiones pueden ser leves, cuando la compresión dura hasta seis horas son de gravedad moderada y después de la compresión de toda una extremidad por un lapso de siete a ocho horas las lesiones serán graves y se asociarán con signos característicos de insuficiencia renal aguda y trastorno hemodinámico. Una forma de lesión extremadamente grave es la lesión por compresión de una o ambas piernas con una exposición de más de ocho horas.
Según otro autor, es posible que se requieran alrededor de cuatro horas de compresión para que aparezca un síndrome de aplastamiento real, aunque esta cuestión nunca ha sido estudiada de manera formal. En otro trabajo ya mencionado se afirma que la duración del período de aplastamiento es uno de los factores más críticos en lo que se refiere al desenlace de las víctimas que sobreviven al primer impacto traumático y se informa que ese período ha sido establecido como una hora de compresión intensa o cuatro a seis horas de compresión moderada.
Otra clasificación de las lesiones y el síndrome de aplastamiento se relaciona con el tipo de desastre en el que se producen. Por ejemplo, según una publicación, los desastres a menudo son clasificados en "naturales" y "causados por el hombre" y a veces se los subdivide en los de comienzo "lento" y los de inicio "repentino", distinciones que en general resultan útiles en lo que se refiere a su descriptividad pero no permiten una clasificación satisfactoria de las causas inmediatas o los efectos de diferentes agentes. Los autores de la publicación mencionada utilizan una clasificación de los desastres naturales que incluye solo terremotos, ciclones y tormentas, tornados, tsunamis, inundaciones y erupciones volcánicas. Según ellos, esa delimitación obedece a dos motivos, a saber, en primer término los desastres señalados son los que causan más muertes, en particular en países en vías de desarrollo, y en segundo término, esas catástrofes constituyen el objetivo principal de las organizaciones internacionales de auxilio. Otros accidentes, como por ejemplo los deslizamientos de nieve o los incendios forestales, tienen efectos igualmente desastrosos para las comunidades afectadas pero la ayuda queda en manos de organizaciones locales, como los bomberos y la policía, y no es fácil incluirlos en la clasificación descriptiva de desastres.

## Consideraciones históricas
Los traumatismos (y entre ellos los determinados por el aplastamiento o la compresión del cuerpo o las extremidades) han existido y afectado a los seres humanos durante todo su desarrollo histórico. También es cierto que este fenómeno se ha visto favorecido por el asentamiento de grandes grupos humanos en regiones geográficas con gran frecuencia de catástrofes naturales. Según lo señalado por diversos autores, en el caso de los terremotos en pocos días se registran tantos muertos y lesionados como los ocasionados en el largo curso de los conflictos armados. La prevención y la preparación contra estos desastres siguen siendo insuficientes. En la historia humana los terremotos han causado por lo menos cuatro millones de muertos. Cada año se producen hasta ochenta y cinco grandes terremotos que liberan energía equivalente a cincuenta bombas atómicas con una potencia semejante a la de las lanzadas en las ciudades japonesas de Hiroshima y Nagasaki. La gran cantidad anual de personas con lesiones graves también se debe a accidentes en minas e instalaciones soterradas, a derrumbes de edificios dañados y a accidentes industriales y del transporte. Los daños de importancia que sufren los edificios a causa de las guerras, sobre todo cuando se recurre a bombardeos aéreos o de artillería sobre ciudades, determinan gran número de heridos y lesionados con traumatismos graves.

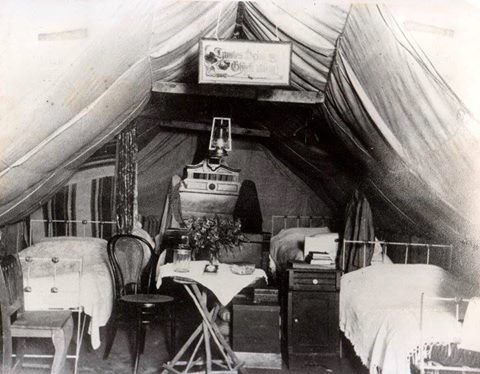
Tienda de campaña utilizada luego de los terremotos de 1917-1918 en Guatemala.

Según un autor, es probable que la primera descripción de necrosis muscular en un paciente comatoso haya sido la formulada por Larrey, el cirujano militar del ejército de Napoleón, que en 1812 informó casos de soldados napoleónicos inconscientes a causa de una intoxicación con monóxido de carbono que desarrollaron necrosis cutánea y muscular en áreas corporales que habían estado sometidas a presión estática e inmovilidad prolongada.
En la bibliografía alemana el síndrome de aplastamiento fue comunicado por primera vez en 1909 por un autor (von Colmers) que describió los casos registrados durante el terremoto ocurrido en Mesina (Sicilia) en 1908 como cuadros de “necrosis aguda por presión”, con la descripción de un solo paciente con cambio de color de la orina y oliguria debido a la tardanza de la llegada de la misión.  En la bibliografía militar médica alemana también se encuentran informes de casos ocurridos durante la Primera Guerra Mundial. Frankenthal (en 1916) fue el primero en describir casos de rabdomiólisis traumática e insuficiencia renal aguda como resultado de heridas de guerra. Varios autores más describieron cuadros de rabdomiólisis observados en soldados que habían permanecido enterrados en las trincheras con presión sobre los miembros durante los enfrentamientos y que presentaban edema y necrosis muscular asociada.
Según otra publicación, si bien es cierto que la primera descripción de insuficiencia renal aguda secundaria a lesiones por aplastamiento después de heridas de guerra y accidentes de vehículos de motor se formuló a principios del siglo XX, la descripción más detallada del síndrome fue la realizada por Bywaters y Beall después de la batalla de Londres, durante la Segunda Guerra Mundial. Sin embargo, la primera catástrofe de dimensiones epidémicas se produjo a raíz de un desastre natural —el terremoto de Armenia en 1988—. Desde entonces, las lesiones por aplastamiento producidas por al menos otros ocho desastres masivos han generado numerosas bajas o víctimas con necesidad de diálisis.
En síntesis, las primeras descripciones del síndrome de aplastamiento aparecieron en la bibliografía de lengua alemana después del terremoto de Mesina de 1909 y de la Segunda Guerra Mundial. En los umbrales de esa guerra en la bibliografía de lengua inglesa todavía no se hablaba del síndrome y recién después del bombardeo de Londres de 1940 Bywaters y Beall describieron claramente la patogenia y establecieron los lineamientos para el manejo de las víctimas, lo que dio comienzo a la historia moderna de los síndromes de aplastamiento. Bywaters y Beall comunicaron cuatro casos de síndrome de aplastamiento cuyas víctimas habían presentado un cuadro de shock, inflamación de las extremidades afectadas, orina oscura, desarrollo progresivo de insuficiencia renal y finalmente la muerte. En el examen histológico de los riñones había evidencias de necrosis tubular y cilindros pigmentados. En 1944 Bywaters y Stead identificaron la mioglobina como el pigmento urinario y propusieron su papel principal en el desarrollo de la insuficiencia renal.

## Epidemiología

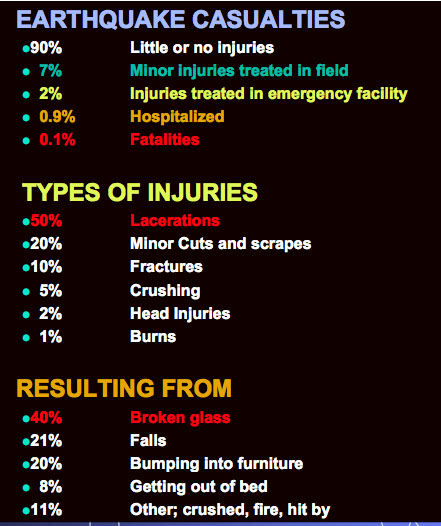
En esta descripción de las lesiones sufridas por las víctimas de un terremoto se mencionan lesiones leves o ninguna lesión (90 %), lesiones menores tratadas en el lugar (7 %), lesiones tratadas en el centro de emergencias (2 %), hospitalización (0,9 %), muertes (0 %). Los tipos de lesiones fueron laceraciones (50 %), cortes sin importancia y rasguños (20 %), fracturas (10 %), lesiones por aplastamiento (5 %), heridas en la cabeza (2 %), quemaduras (1 %). Las lesiones se debieron a vidrios rotos (40 %), caídas (21 %), choques contra los muebles (20 %), levantarse de la cama (8 %), otras causas, aplastamiento, fuego, golpes (11 %).

Con frecuencia se carece de informes detallados acerca de estas catástrofes porque en general es difícil (si no imposible) obtener documentación suficiente. En algunas ocasiones se cuenta con datos claros, como en el caso de un informe posterior al derrumbe repentino de un edificio histórico de ocho pisos en el que el ochenta por ciento de las víctimas atrapadas murieron en el acto por traumatismo directo, el diez por ciento sobrevivió con lesiones leves y en el diez por ciento restante las lesiones fueron graves y el síndrome de aplastamiento se desarrolló en siete de diez casos. Si estos porcentajes se extrapolan a desastres masivos con derrumbe de cientos de edificios se verá que pueden producirse cantidades espectaculares de bajas relacionadas con aplastamiento, aunque el número final y el desenlace de los casos dependen de muchas variables (p. ej., de la gravedad, el tipo y la oportunidad del desastre, de las características geológicas, de la densidad de la población, de la calidad de los edificios, de la eficacia de las actividades de rescate, del tiempo que las víctimas pasaron bajo los escombros y de la infraestructura sanitaria de la región afectada).

## Etiología
Los traumatismos y la compresión muscular sostenida son causas frecuentes de rabdomiólisis (la rabdomiólisis traumática mencionada al principio) que pueden observarse en diferentes situaciones. Por ejemplo, después de algunos accidentes de tránsito y de los derrumbes de edificios quedan víctimas de politraumatismos que permanecen atrapadas durante horas, en los eventos que generan grandes aglomeraciones de personas (estadios de fútbol, conciertos, fiestas juveniles) puede haber episodios de aplastamiento, la inmovilización prolongada en sujetos comatosos genera compresión muscular, lo mismo que los procedimientos quirúrgicos con compresiones musculares mantenidas en una postura forzada o con uso de torniquetes, algunas fracturas óseas, en particular las de la tibia, pueden provocar síndromes compartimentales agudos de las extremidades inferiores y, por último, las lesiones producidas por electricidad (rayos, descargas eléctricas) y las quemaduras extensas de tercer grado también pueden ser causa de rabdomiólisis. En los pacientes con quemaduras por electricidad o sustancias químicas el daño muscular es mayor en las inserciones tendinosas y las regiones periósticas. La destrucción masiva de músculo (rabdiomiolisis) causa mioglobinemia y la precipitación de mioglobina en los túbulos renales puede producir cuadros agudos de necrosis tubular e insuficiencia renal si no se la trata.

## Fisiopatología

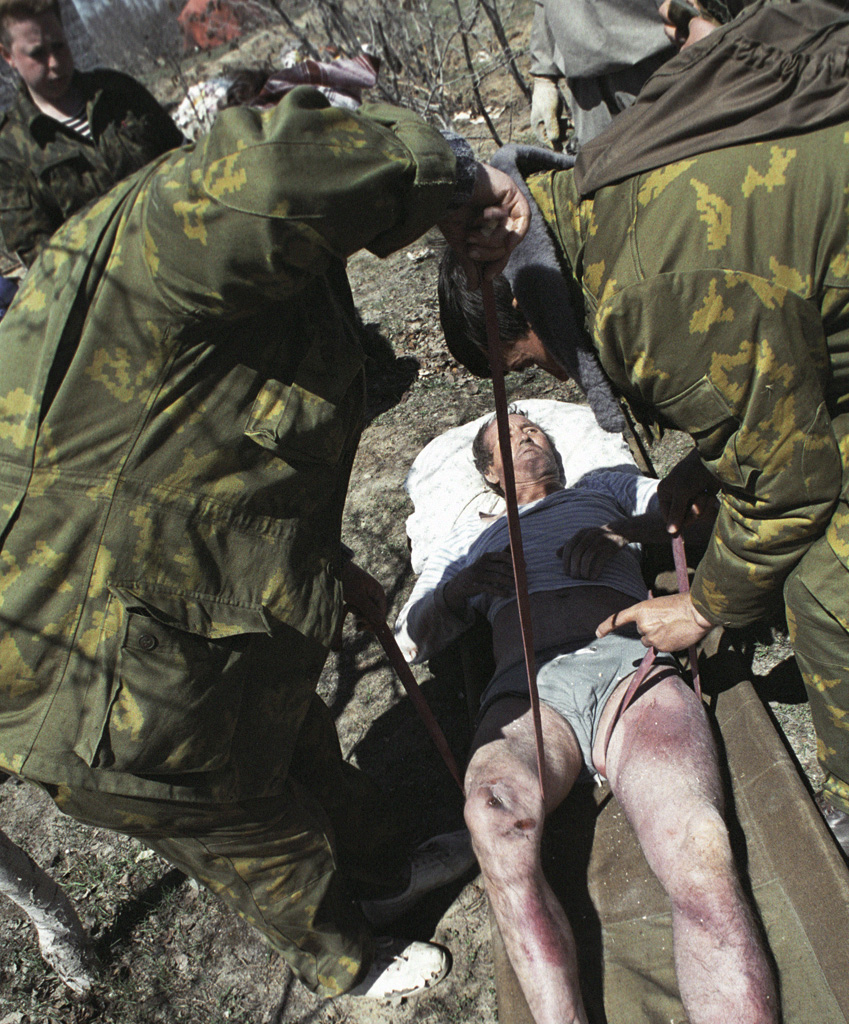
“Operaciones de rescate tras el terremoto”.

El médico japonés Seigo Minami, que informó por primera vez el síndrome de aplastamiento en 1923, estudió la patología de tres soldados muertos por insuficiencia renal en la Primera Guerra Mundial. Según él, los cambios renales se debían a un infarto causado por la metahemoglobina resultante de la destrucción de los músculos, patología que también se observa en personas enterradas vivas, y la insuficiencia renal aguda progresiva era secundaria a necrosis tubular aguda.
Como ya se comentó, el síndrome fue descrito posteriormente por el médico británico Eric Bywaters en cuatro civiles afectados durante el bombardeo de Londres de 1941. Según esa descripción, se trata de una lesión por reperfusión que aparece después de la liberación de la presión de aplastamiento. Se cree que el mecanismo lesional es la liberación en la circulación de los productos de la degradación muscular —en especial mioglobina, potasio y fósforo—, es decir los productos de la rabdomiólisis (la desintegración del músculo esquelético dañado por la isquemia). La acción específica sobre los riñones no se entiende bien pero se piensa que puede atribuirse en parte a metabolitos nefrotóxicos de la mioglobina.
Cuando se levanta el hormigón y la circulación se restablece el líquido se precipita en la zona afectada hasta diluir los electrólitos liberados de modo que su concentración en el sitio coincide con la del resto del cuerpo. En circunstancias normales los líquidos corporales circulan a través de dos espacios —los vasos sanguíneos y el interior de las células— pero después de una lesión por aplastamiento o de cualquier condición que agote las reservas de proteínas (p.ej., insuficiencia hepática o desnutrición) el líquido queda secuestrado en un espacio extravascular (que se conoce como "tercer espacio"). En algunas víctimas de terremotos en un miembro dañado e hinchado podrían llegar a quedar secuestrados varios litros de líquido en los días posteriores al rescate, lo que aumentaría considerablemente la presión en la zona afectada con disminución de la presión arterial en el resto del cuerpo. Para prevenir la hipotensión, que puede dañar rápidamente los órganos vitales, las víctimas de aplastamiento reciben líquidos a través de un goteo intravenoso incluso antes de ser liberadas. Ese líquido adicional puede determinar que la sangre se diluya, con la anemia consiguiente.

### De las lesiones por aplastamiento
La fisiopatología de las lesiones por aplastamiento no se conoce del todo pero se sabe que para que se produzcan se requiere una compresión intensa o prolongada en el tiempo y que la lesión principal sea la del músculo. La diferencia entre las lesiones por aplastamiento y las lesiones por oclusión vascular es que en las primeras no existe necrosis cutánea y además persisten los pulsos distales; la diferencia entre las lesiones por aplastamiento y las lesiones por impacto directo intenso y de corta duración consiste en la ausencia de la lesión cutánea y del tejido celular característica de las segundas.
El cuadro más parecido a la lesión por aplastamiento es el síndrome compartimental resultante de la elevación de la presión en los compartimentos musculares que produce oclusión del drenaje venoso desde el compartimento, lo que a su vez genera una mayor elevación de la presión con el resultado final de necrosis del músculo en el lugar afectado. No obstante, si bien los cuadros clínicos son similares y alguna vez se pensó que compartían la misma fisiopatología, la de la lesión por aplastamiento es inversa porque en ella el daño muscular es producido por la presión externa continua y como resultado de ese daño las células musculares pierden su capacidad de controlar los líquidos y se edematizan, lo que determina la elevación de la presión compartimental. Por ende, la elevación de la presión compartimental en la lesión por aplastamiento es secundaria al daño muscular, y no la causa de este, como en el caso del síndrome compartimental. Como es obvio, en muchas circunstancias ambos mecanismos patogénicos actúan juntos en un mismo caso.
Aunque se sabe desde hace tiempo que los eventos celulares que se producen durante la isquemia contribuyen a la patogenia de las lesiones orgánicas, la contribución de la reperfusión a este proceso se ha reconocido hace poco. El restablecimiento del flujo sanguíneo posterior a un cuadro prolongado de isquemia agrava el daño tisular porque causa una lesión adicional o porque desenmascara la lesión producida durante el período isquémico. Este fenómeno se conoce como lesión por isquemia-reperfusión.
Cuando el músculo esquelético atraviesa un período prolongado de isquemia se puede producir una necrosis importante asociada con morbilidad y mortalidad sustanciales por complicaciones locales y sistémicas. El daño muscular se produce tanto durante el período de isquemia como durante la reperfusión. Durante el período de isquemia hay depleción de los depósitos de energía como resultado de las demandas continuas para mantener la compartimentación iónica y otros procesos homeostáticos y de la reducida capacidad de regenerar adenosín trifosfato (ATP) (siglas del inglés adenosine triphosphate) por fosforilación oxidativa. Si la isquemia se prolonga lo suficiente el daño muscular se torna irreversible.
Aunque es necesaria para la restauración de la actividad metabólica, la reperfusión aumenta la magnitud de la necrosis y es probable que gran parte del daño muscular se produzca después de la restauración de la oxigenación más que durante el período de isquemia, es decir, durante la reperfusión. En el daño por reperfusión intervienen muchos factores pero hoy se considera que las causas principales son la liberación de radicales del oxígeno, la acumulación masiva de calcio en el interior de las células musculares isquémicas y la infiltración de neutrófilos en los vasos reperfundidos, con la consiguiente oclusión.
En cuanto a la patogenia, después de un episodio de rabdomiólisis se liberan grandes cantidades de mioglobina que son filtradas por los glomérulos y luego degradadas con la liberación del pigmento hemo, que resulta tóxico para el riñón. Los tres mecanismos lesionales son obstrucción tubular en asociación con ácido úrico, daño directo de las células del túbulo proximal y vasoconstricción con reducción del flujo sanguíneo. Sin embargo, se requieren otros factores predisponentes porque la mioglobinuria por sí misma rara vez produce daño renal. Entre esos factores pueden citarse la depleción de volumen, que favorece la vasoconstricción y el depósito de cilindros.

### Del síndrome de aplastamiento
El síndrome de aplastamiento tiene una fisiopatología tan similar a la de la rabdomiólisis que en el momento actual síndrome de aplastamiento es sinónimo de rabdomiólisis traumática, un síndrome común en el cual la lesión del músculo esquelético determina la liberación del contenido de los miocitos en el plasma. Entre los numerosos factores que pueden inducir rabdomiólisis figura el aplastamiento de las extremidades. La interrupción de la perfusión de los tejidos en un grupo muscular provoca el síndrome de aplastamiento. Los mecanismos lesivos pueden consistir en traumatismo muscular directo, traumatismo cerrado o penetrante o presión extendida sobre una masa muscular. La compresión del músculo es importante en la etiología de más del cuarenta por ciento de los pacientes con rabdomiólisis traumática. El traumatismo microvascular secundario a la aplicación prolongada de una fuerza compresiva genera hipoperfusión, hipoxia celular o ambas patologías. La hemorragia por ruptura vascular puede alterar el flujo sanguíneo y el aporte de oxígeno a los tejidos. El sangrado en un compartimento intacto puede conducir a un síndrome compartimental, situación que disminuye la perfusión y produce disfunción neurovascular local. La hemorragia, el edema y la hipoperfusión se combinan para producir hipoxia tisular e isquemia. Con presiones de apenas 20 mm Hg el flujo sanguíneo capilar puede resultar afectado con el consiguiente daño hipóxico por disminución de la tensión de oxígeno. La salida de los productos de los músculos dañados, los cambios metabólicos y las pérdidas internas de volumen al parecer no comienzan hasta después de la extracción y la descompresión de las extremidades. Luego del rescate y la extracción de las víctimas el restablecimiento del flujo sanguíneo a la extremidad isquémica permite que el líquido perfundido se localice en los tejidos dañados y provoque edema, hemoconcentración y shock clínico. Como con posterioridad a la extracción del miembro dañado la membrana de las células musculares pierde su capacidad de controlar el intercambio iónico, entra agua en forma libre a la célula, además de calcio y sodio, lo que determina un edema muscular importante que se asocia con hipovolemia y shock porque el líquido proviene en forma primaria del espacio intravascular. Además, los productos de degradación de las células dañadas (los más importantes de los cuales son el potasio, el fósforo y la mioglobina, que es el pigmento básico de las células musculares) pasan al torrente circulatorio. La mioglobina liberada en el plasma es filtrada por los glomérulos y aparece por un tiempo en la orina como cilindros pigmentados. La depleción de volumen, junto con la liberación de componentes ácidos por el músculo lesionado, produce un descenso en el pH urinario y debido al pH bajo la mioglobina forma un gel que obstruye la nefrona distal y genera oliguria. Además, la combinación de hipovolemia, acidemia y mioglobinemia puede producir insuficiencia renal aguda. El proceso que se acaba de describir se convierte en un círculo vicioso pues a medida que el riñón deja de eliminar los productos de degradación precedentes aumenta el riesgo de muerte por hiperpotasemia. El mecanismo de producción de la insuficiencia renal es múltiple: las causas de insuficiencia renal aguda en la rabdomiólisis traumática incluyen microtrombos en los capilares glomerulares debido a la hipercoagulabilidad, hipotensión y activación de los sistemas de vasoconstricción extrarrenales con reducción del flujo sanguíneo renal, formación de depósitos intratubulares de uratos y cilindros pigmentados, nefrotoxicidad por hierro e inactivación de las influencias vasodilatadoras intrarrenales del óxido nítrico, lesión renal directa debido a la elevación del producto calcio-fósforo (CaxP), daño renal por productos de degradación musculares distintos de la mioglobina y los uratos y, por último, un cuadro agudo de insuficiencia renal por hiperfosfatemia aguda.

## Anatomía patológica
Según el resumen de la anatomía patológica de uno de los casos descritos por Bywaters, el punto de mayor interés era el estado de los riñones del paciente, que estaban agrandados (con un peso de 210 y 230 g, respectivamente), de color rojo oscuro y firmes, con la superficie muy lisa y las cápsulas en tensión como resultado de la tumefacción cortical. Los bordes seccionados evertían las superficies de corte, que estaban mojadas y vidriosas a causa de la exudación de líquido seroso. Las partes de la corteza ubicadas a medio camino entre las pirámides renales estaban pálidas por la isquemia zonal. No había evidencias de infección ascendente. La vejiga se hallaba ligeramente enrojecida y contenía unas gotas de orina turbia y muy densa. Los tejidos subcutáneos y retroperitoneales rezumaban líquido seroso cuando se los seccionaba, lo que indicaba un edema generalizado leve. Había cianosis marcada en las partes internas pero la piel estaba pálida. No se observaban cambios notables en otros órganos y tampoco en otros tejidos.
En el examen microscópico del riñón el daño más grave se hallaba en los túbulos contorneados y las asas de Henle. El citoplasma del epitelio de revestimiento estaba hinchado, deshilachado, granular y vacuolado. En algunos sitios se veían células individuales desvitalizadas y descamadas mientras que las que permanecían unidas mostraban mitosis bastante frecuentes. Las células desechas en varias etapas de la desintegración se fusionaban en la luz con colecciones sueltas de restos eosinofílicos. En las asas de Henle y los túbulos colectores había numerosos cilindros de material eosinófilo denso, la mayor parte de ellos de un color castaño oscuro, como si se hallaran ligeramente manchados de bilis o de pigmento rojo de la sangre. Todos esos cilindros parecían ser de la misma sustancia, aunque su aspecto morfológico variaba mucho según el grado de condensación que habían sufrido. Algunos se asemejaban a colecciones de eritrocitos en desintegración; otros simulaban jirones de fibrina mientras que otros se condensaban en cilindros hialinos sólidos. Parecían estar compuestos por células epiteliales muertas, albúmina espesa y tal vez material hialino que exudaba del revestimiento tubular. En el interior de los túbulos era posible identificar uno que otro eritrocito ocasional pero según lo que se podía determinar por medios histológicos, la mayor parte de los cilindros no eran celulares rojos, aunque el color de algunos podía deberse a la hemoglobina. Es probable que no fueran de un tipo específico, como cilindros similares a los que se pueden ver en la nefritis aguda y otras enfermedades en las que parece haber habido una gran reabsorción tubular con el resultado de una orina poco concentrada. Algunos de ellos se hallaban rodeados e invadidos por leucocitos y en la parte baja de los túbulos rectos, a veces los leucocitos eran el componente predominante. Aquí y allá, un túbulo repleto de cilindros se estaba desintegrando y se hallaba rodeado de células inflamatorias. Las tinciones para hierro eran negativas. No había cambios grasos. Los glomérulos no mostraban ningún cambio estructural evidente, aunque la presencia frecuente de material albuminoso en la cápsula de Bowman sugería que no habían escapado de la lesión. Las redes glomerulares contenían una cantidad relativamente escasa de sangre, pero los vasos de las partes medulares estaban muy congestionados.
En otros tejidos, como por ejemplo el tiroideo, había signos de actividad incipiente con una mayor altura de las células y muchas mitosis. El tejido hepático estaba tumefacto y opaco pero sin necrosis. En el tejido suprarrenal había pérdida irregular de lipoide cortical. En el tejido cardíaco se observaba vacuolización de fibras neuromusculares (haz de His). Los músculos de la pierna derecha eran normales. La pierna amputada mostraba hemorragia en la fosa poplítea alrededor de la arteria, que se extendía a lo largo de los planos fasciales intermusculares. No había edema debajo de la fascia profunda pero sobre las áreas cutáneas de presión se podía observar un edema superficial leve con petequias. Había hemartrosis de la articulación de la rodilla, con grietas en los cartílagos rotuliano y tibial, que se extendía hacia abajo a través del hueso del cóndilo tibial. Las secciones de la arteria no mostraban lesión mientras que las secciones del músculo (que macroscópicamente parecía normal) revelaban unas pocas fibras (uno por ciento)  necróticas, con pérdida de la estriación y la capacidad de tinción.

## Cuadro clínico
La pérdida de volumen intravascular como resultado de la combinación de hemorragia y desplazamiento de los líquidos intracelulares causa shock secundario a hipovolemia.
En los casos típicos de síndrome de aplastamiento la ya mencionada hipovolemia también se relaciona con la ausencia de ingesta de líquidos durante horas o días, la que se combina con el aumento de las pérdidas y el desarrollo de terceros espacios en las zonas musculares afectadas, fenómeno que obedece a la reperfusión del músculo lesionado que sigue a la descompresión. Como resultado de la liberación de grandes cantidades de mioglobina la orina es de un color que varía entre el rojo y el castaño oscuro. Sin embargo, a diferencia de lo que sucede en la hemólisis masiva, en la mioglobinuria el plasma mantiene su color normal. La gravedad de la insuficiencia renal secundaria a la rabdomiólisis varía entre elevaciones leves de los marcadores de función renal hasta el desarrollo de una insuficiencia renal anúrica que exige depuración extracorpórea inmediata. Entre los factores que determinan el grado de lesión renal figuran la situación anterior de los riñones, la edad, las enfermedades coexistentes, la duración y la intensidad de la compresión muscular, la hipovolemia, la sepsis concomitante y el nivel máximo de creatinfosfocinasa (CPK) alcanzado.
Como se subrayó anteriormente (véase la introducción), cuando se habla de síndrome de aplastamiento se hace referencia a las manifestaciones sistémicas de la lesión por aplastamiento. Según diversas publicaciones, es posible que el cuadro clínico que se observa en las primeras horas del síndrome produzca la falsa impresión de un problema menor, lo que puede conducir a consecuencias graves pues el éxito en la prevención del desarrollo de la insuficiencia renal aguda está directamente relacionado con la implementación inmediata de las medidas terapéuticas. La gravedad de las manifestaciones clínicas es proporcional a la cantidad de músculo lesionado. El síndrome aparece especialmente cuando la lesión afecta las extremidades inferiores, en las que la cantidad de músculo comprometido es mucha. Los efectos sistémicos de la hipovolemia y los efectos directos de los trastornos electrolíticos con la liberación asociada de toxinas son cardiotóxicos. Como resultado del desplazamiento masivo de líquidos del espacio extracelular al músculo dañado se reduce el volumen intravascular y se desarrolla un shock hipovolémico, la causa más común de muerte poslesión por aplastamiento en los primeros cuatro días.
Las complicaciones cardiovasculares se asocian con arritmias secundarias a la hiperpotasemia y a la acidosis y constituyen la segunda causa más común de muerte en la fase temprana del traumatismo con aplastamiento.
El desarrollo de síndrome de insuficiencia respiratoria aguda, una de las complicaciones más graves, puede ser desencadenado por la liberación de mediadores inflamatorios por las células lesionadas o por traumatismo directo. El evento también puede ser complicado por embolia grasa.
La insuficiencia renal es la complicación más grave del síndrome de aplastamiento y su patogenia en este síndrome es multifactorial, con la intervención de elementos vasomotores y nefrotóxicos. Como resultado del shock circulatorio y de la depleción de volumen intravascular se produce una vasoconstricción de las arteriolas aferentes con la consiguiente isquemia cortical renal. La mioglobina, los uratos y el fosfato liberados por las células musculares causan la precipitación en los túbulos contorneados distales y la formación de cilindros tubulares con la obstrucción resultante, todo potenciado por la concentración de la orina y la acidez secundarias a la hipovolemia y a la acidosis metabólica. Se ha sugerido que la mioglobina produce una lesión renal oxidativa como resultado de la peroxidación lipídica inducida por el ciclo de la mioglobina entre las formas oxidada y reducida. Lo característico es que después de unas horas de efectuado el rescate, cuando las concentraciones sanguíneas de urea y creatinina todavía se encuentran dentro de límites normales, se produzca un grado riesgoso de hiperpotasemia (más de 6 mEq/L), hipopotasemia (menos de 8 mg/dL), hiperfosfatemia (más de 6 mg/dL), hiperuricemia (más de 8 mg/dL) y acidosis metabólica.
La hemoconcentración, y en ocasiones la trombocitopenia, pueden sugerir el comienzo de un cuadro de coagulación intravascular diseminada. También es característico que se observen niveles sanguíneos muy elevados de CPK (más de 10 000 U/L) y de mioglobina. El nivel de CPK, que ha sido relacionado con el desarrollo de insuficiencia renal y con la mortalidad, es el indicador más sensible del síndrome de aplastamiento. La primera línea de defensa contra la hiperpotasemia, el músculo esquelético, es desbaratada con rapidez durante la rabdomiólisis. El resultado es una hiperpotasemia fulminante particularmente riesgosa debido a que la cardiotoxicidad se potencia por la hipocalcemia y el shock. La disrupción muscular puede asociarse con una hiperpotasemia crítica (de 7 a 9,5 mEq/L) en forma inmediata. En estos casos el paro cardíaco puede producirse en la hora que sigue a la extracción de la extremidad.

## Diagnóstico
La conjunción de orina oscura, elevación importante del nivel plasmático de creatinfosfocinasa e insuficiencia renal en un paciente con antecedentes traumáticos establece el diagnóstico. Sin embargo, en los pacientes traumatizados existen otras causas de insuficiencia renal, entre ellas la hipovolemia, la sepsis y los fármacos nefrotóxicos que se emplean para tratarlos. En un caso de rabdomiólisis el análisis de orina mostrará positividad para microhematuria en las tiras reactivas habituales (por la presencia de pigmento hemo) con ausencia de eritrocitos en el análisis microscópico de la orina. La concentración sérica de creatinfosfocinasa, que aumenta siempre en los pacientes con rabdomiólisis, llega a valores mil veces más elevados que los normales. El nivel máximo de esa enzima se alcanza alrededor de veinticuatro horas después del daño muscular, con un rápido descenso posterior. Existe poca correlación entre los valores máximos de creatinfosfocinasa y los niveles de creatinina. Es raro que se desarrolle una insuficiencia renal aguda cuando el nivel de creatinfosfocinasa no supera las 10 000 unidades internacionales (U/L).
En el terremoto ocurrido en Japón en 1995 (gran terremoto de Hanshin-Awaji) el ochenta y cuatro por ciento de las víctimas con valores de creatinfosfocinasa superiores a 75 000 U/L requirieron diálisis en comparación con el treinta y nueve por ciento de los pacientes que no superaron esa cifra. La liberación del potasio intracelular puede generar una hiperpotasemia grave y hasta desproporcionada con respecto al grado de insuficiencia renal, con elevaciones sostenidas y rápidas a pesar de la ausencia de aportes exógenos. Las alteraciones del calcio sérico son frecuentes en el síndrome de aplastamiento.
Al principio suele haber hipocalcemia debida al aumento de los niveles de fósforo y al depósito de fosfato de calcio en el músculo lesionado pero durante la fase de recuperación es más común la hipercalcemia por movilización del calcio que se había depositado en el músculo y la corrección de la hiperfosfatemia que genera una mejoría de la función renal. La detección de niveles elevados de aspartato transaminasa (AST), alanina transaminasa (ALT) y lactato deshidrogenasa (LDH) es frecuente y puede ser el primer hallazgo de laboratorio. En este contexto la elevación del nivel de esas enzimas no debe interpretarse como signo de lesión hepática si no se acompaña de otros datos compatibles con ese diagnóstico.

### En el campo
La presencia de mioglobina es sugerida por la coloración rojiza u oscura de la orina (orina hematúrica) y para detectarla en el lugar se emplean tiras reactivas de ortolideno (tiras de análisis de orina). La solubilidad de la mioglobina en la orina está dada por el pH urinario y por lo tanto la modificación de esta variable con medicamentos es una de las modalidades de tratamiento. Un pH urinario menor de 5 (ácido) precipita más del setenta por ciento de la mioglobina, lo que conduce rápidamente a la insuficiencia renal. Un pH urinario mayor de 6,5 precipita menos del cinco por ciento de la mioglobina. Un pH por encima de 7,5 evita la precipitación y protege el riñón de una falla inminente.

## Diagnóstico diferencial
Puede establecerse diagnóstico diferencial con una lesión medular por la indemnidad de los esfínteres en casos de atrapamiento de ambas extremidades inferiores.

## Tratamiento
Según Michaelson, el objetivo principal del tratamiento de los pacientes con lesiones por aplastamiento debe ser evitar que desarrollen el síndrome homónimo, que se asocia con una tasa elevada de morbilidad y mortalidad. Siempre según ese autor, el tratamiento de las extremidades afectadas es objeto de controversias. Todavía hay muchos médicos que creen que la similitud que existe entre los signos de las lesiones por aplastamiento y el síndrome compartimental exige que se los trate de la misma manera,
es decir con una fasciotomía temprana. Sin embargo, ese procedimiento no da buenos resultados y es la causa de las pocas muertes informadas en la bibliografía.
El síndrome de aplastamiento es una secuencia predecible de complicaciones que siguen a una lesión por aplastamiento. Las lesiones importantes de los tejidos blandos predisponen a los pacientes a múltiples complicaciones entre las que figuran cambios fisiológicos que incluyen hipovolemia, síndrome compartimental, rabdomiólisis, desequilibrios electrolíticos y ácido-base, coagulopatía e insuficiencia renal. Es fundamental tomar las medidas necesarias para reducir al mínimo las complicaciones mediante una evaluación precisa y la implementación de intervenciones terapéuticas correctas.

### Amputación
La respuesta más drástica al aplastamiento debajo de estructuras caídas u otros objetos puede ser la amputación en el campo. En la descripción de uno de sus cuatro casos (el caso I) Bywaters comentaba que se había considerado que la prevención mediante la amputación temprana era adecuada pero luego se comprobó que era evidente que a las treinta y seis horas no era lo suficientemente temprano. Su conclusión fue que si existía una alternativa que permitiera evitar la amputación inmediata solo se la hallaría con una investigación más profunda y completa de esos pacientes, mediante la observación cuidadosa de los efectos del tratamiento o si la afección pudiera ser reproducida en el laboratorio y, según él, en su institución ya se estaban desarrollando estudios para inducir ese estado en condiciones experimentales. Según la Agencia de Servicios Médicos de Emergencia de la ciudad de San Francisco, si el atrapamiento está poniendo en peligro la vida de los equipos de rescate o del paciente debe considerarse la amputación en el campo. El protocolo de esa institución indica que en esos casos se consulte con el comandante del incidente sobre las posibles amenazas ambientales para el rescate y se establezca contacto con el médico del hospital de base para montar un equipo quirúrgico en la escena de la amputación.
Los efectos persistentes del síndrome de aplastamiento pueden ser mortales aun días o semanas después del rescate. Según el autor de una publicación, en un estudio de dieciocho pacientes internados en una unidad de cuidados intensivos tras el terremoto ocurrido en 1999 en Mármara (Turquía) se encontró que ocho de ellos no habían sobrevivido a su estadía en el hospital. En el terremoto ocurrido el 12 de enero de 2010 en Haití los médicos se enfrentaron a una situación particularmente difícil porque si bien el síndrome de aplastamiento puede ser manejado si se monitorean en forma estricta los niveles de electrólitos, en Haití los centros médicos habían sido destruidos por el sismo, el equipo moderno era escaso y la electricidad resultaba difícil de conseguir. Por lo tanto la amputación, fuera en el campo o en un quirófano, a menudo era la opción más segura.

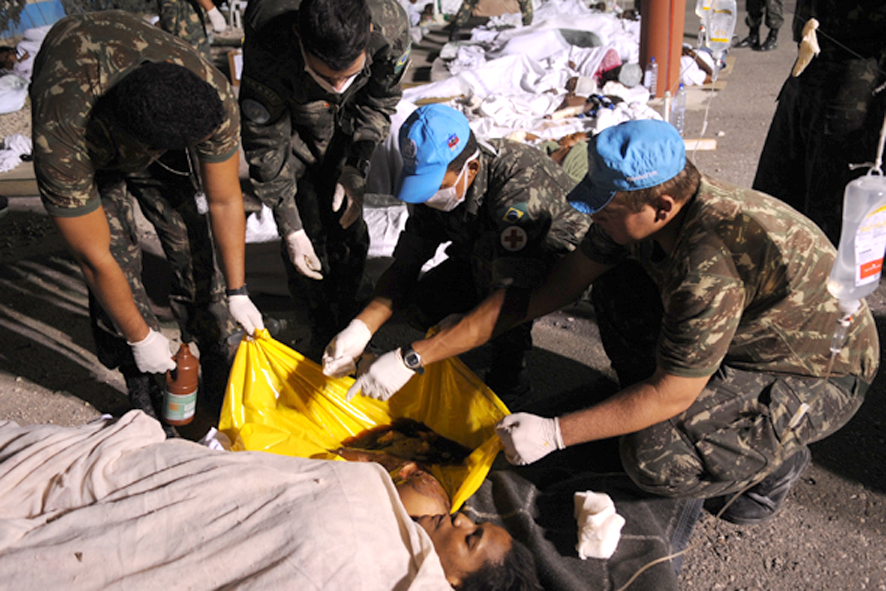
Civiles haitianos reciben asistencia en un campamento establecido por el Ejército brasileño en Puerto Príncipe tras el terremoto de 2010 en Haití.

El autor de ese trabajo sobre el terremoto que afectó a la población de Haití en enero de 2010 se pregunta si es posible morir a causa del aplastamiento de una extremidad y, obviamente, su respuesta es afirmativa. Si se produce la compresión de un brazo o de una pierna por menos de cuatro horas (plazo que se reduce a dos horas si se trata de un anciano o de una persona con problemas circulatorios) existen buenas probabilidades de que el médico logre salvar la vida y la extremidad de la persona afectada. En cambio, si una persona con una extremidad comprimida durante más de ocho horas sobrevive (porque no tiene una fractura expuesta ni ha sucumbido a la pérdida de sangre) lo más seguro es que requiera una amputación pero, por lo demás, evolucionará bien. Entre esos dos lapsos la decisión que deben adoptar los médicos es difícil porque pueden tratar de salvar el brazo o la pierna de una víctima pero las toxinas liberadas por los tejidos dañados podrían ingresar en la circulación, lo que implicaría un alto riesgo de insuficiencia multiorgánica.
Durante la primera fase del síndrome de aplastamiento la extremidad todavía está atrapada debajo de estructuras de hormigón o de otro material y por lo tanto sin flujo de sangre en ninguna dirección. Como resultado, el tejido muscular comienza a morir y las células colapsadas liberan proteínas, potasio y ácido láctico. Esos productos químicos, que en circunstancias normales circulan a través del cuerpo en concentraciones mucho más bajas, se acumulan en la zona afectada. Los músculos muertos también tienden a endurecerse y si la extremidad comprimida muestra una consistencia como de madera similar al rigor mortis, lo más probable es que deba ser amputada.
Por último, según los especialistas en este síndrome, aunque sea factible extraer totalmente a un paciente en etapas, la preparación fisiológica adecuada es obligatoria: en el síndrome de aplastamiento los procedimientos convencionales para la atención prehospitalaria son la reposición de líquido y la hipotensión permisiva.

### Hipotensión permisiva
El término hipotensión permisiva alude al procedimiento terapéutico implementado en pacientes con hemorragia activa antes del control quirúrgico sin modificar la presión arterial sistólica (PAS) (que se mantiene entre 80 y 90 mm Hg) con el propósito de sostener la perfusión tisular sin exacerbar la hemorragia. Las bases científicas de esta modalidad terapéutica se encuentran en los estudios experimentales en los que se demostró que los intentos de lograr valores normales de presión arterial sistémica antes de conseguir el control de la hemorragia se asocian con riesgo de incrementar la pérdida de sangre y la mortalidad.
Según otra publicación, la reanimación hipotensiva (o hipotensión permisiva) en el contexto de las lesiones traumáticas puede definirse como la decisión deliberada de dejar que la presión arterial permanezca por debajo de lo normal hasta que se haya controlado cualquier sangrado activo.
Los peligros de reanimar en forma agresiva con líquidos a los pacientes traumatizados se reconocieron ya en la Primera Guerra Mundial pero hasta hace un tiempo ese tipo de reanimación era el pilar del manejo de los traumatismos. La reanimación agresiva del paciente politraumatizado se basa en estudios realizados con animales en las décadas de 1950 y 1960, estudios que utilizaban modelos de hemorragia controlada en lugar de hemorragia descontrolada. En consecuencia, todo paciente politraumatizado hipotenso era sinónimo de reanimación agresiva con líquidos hasta alcanzar la normotensión antes de llegar a la cirugía, lo que determinaba que la mortalidad preoperatoria por traumatismos no mejorara y que fuera la anemia aguda causada por el sangrado la razón del desenlace fatal. La respuesta fisiológica del organismo consiste en frenar la hemorragia y tratar de mantener el flujo sanguíneo hacia los órganos vitales mientras que la reanimación agresiva aumenta el sangrado porque impide esa respuesta y rompe el coágulo inmaduro formado, lo que incrementa la mortalidad.  La mayor parte de los estudios realizados en animales y los pocos efectuados en seres humanos han demostrado que la reanimación hipotensiva, que consiste en infundir líquidos solo hasta que el paciente tenga pulsos centrales (tensión arterial sistólica de entre 60 y 70 mm Hg), permite que más pacientes lleguen vivos al quirófano para que se controle el sangrado y se corrijan las heridas, objetivo fundamental del paciente traumatizado que se encuentra hipotenso.

## Pronóstico
La mortalidad y el riesgo de insuficiencia renal son mayores en los pacientes con valores de CPK superiores a 75 000 U/L. Según la misma publicación, el número de extremidades comprimidas permite la estimación inmediata de la gravedad del síndrome. Los autores de la publicación que se acaba de mencionar demostraron que el aplastamiento de una extremidad se relaciona con niveles de CPK de alrededor de 50 000 U/L, valor que refleja la extensión del daño muscular subyacente.
El aplastamiento de una, de dos o de tres extremidades se asocia con una incidencia de insuficiencia renal del cincuenta, del setenta y cinco y del cien por ciento, respectivamente. Por otra parte, se ha comprobado que la combinación de una edad superior a los cincuenta y cinco años, un ISS (Injury Severity Score o puntuación de la gravedad de las lesiones) mayor de dieciséis y un valor de CPK superior a cinco mil se asocia con una probabilidad de insuficiencia renal del cuarenta y uno por ciento, en comparación con una probabilidad del tres por ciento si no existe ninguno de esos tres factores de riesgo.
Las causas de muerte de los pacientes con síndrome de aplastamiento sin tratamiento adecuado pueden dividirse en inmediatas y tardías. Entre las causas inmediatas figuran los traumatismos craneoencefálicos graves, la asfixia traumática, las lesiones torácicas tempranas, la hiperpotasemia y el shock hipovolémico. Las tardías son insuficiencia renal, coagulopatía, hemorragia y sepsis.
Las tasas de morbilidad y mortalidad de las lesiones por aplastamiento son elevadas pero hay pocos datos sobre la evolución funcional de las extremidades afectadas por este tipo de lesión.  La experiencia en la recuperación funcional de las extremidades es buena, en particular en los pacientes que no son sometidos a una fasciotomía, y pese a la amplia variedad de lesiones a las que están expuestos los riñones de las personas con síndrome de aplastamiento, no se ha descrito la insuficiencia renal crónica como complicación de la insuficiencia renal aguda en la rabdomiólisis traumática.

## Prevención
El síndrome de aplastamiento, como ya se dijo, es la manifestación sistémica de la rabdomiólisis causada por una compresión continua y prolongada del tejido muscular, es decir una lesión por reperfusión resultante de una rabdomiólisis traumática. Según una publicación, ese síndrome puede ser prevenido y tratado si el personal médico tiene en cuenta que los pacientes con lesiones por aplastamiento a menudo presentan pocos signos y síntomas y por ende mantiene un alto índice de sospecha durante el tratamiento. De acuerdo con el mismo autor los obstáculos que hay que evitar para responder correctamente a un desastre, por ejemplo al derrumbe de un edificio, son la falta de planificación de las vías de evacuación antes de que se produzca el evento, el desconocimiento sobre quién comanda los operativos de rescate en la zona del desastre, la demora en el tratamiento de las víctimas después de su extracción de los escombros, la demora en la admisnistración de líquidos por vía intravenosa, un bajo índice de sospecha en los casos de lesión por aplastamiento y la interrupción de la monitorización de los pacientes con alto riesgo de insuficiencia renal aguda, entre otros. Se recomienda un restablecimiento lento y progresivo de la circulación sanguínea de la región comprimida una vez liberada, en particular si el aplastamiento se prolongó por varias horas. Para evitar que las sustancias tóxicas liberadas por el músculo dañado ingresen bruscamente en la circulación general se recomienda un vendaje compresivo sobre la extremidad o región afectada y un torniquete proximal, que se aflojará con frecuencia. Los vendajes compresivos y el torniquete se aplicarán inmediatamente después de realizada la descompresión, sin permitir demora alguna.

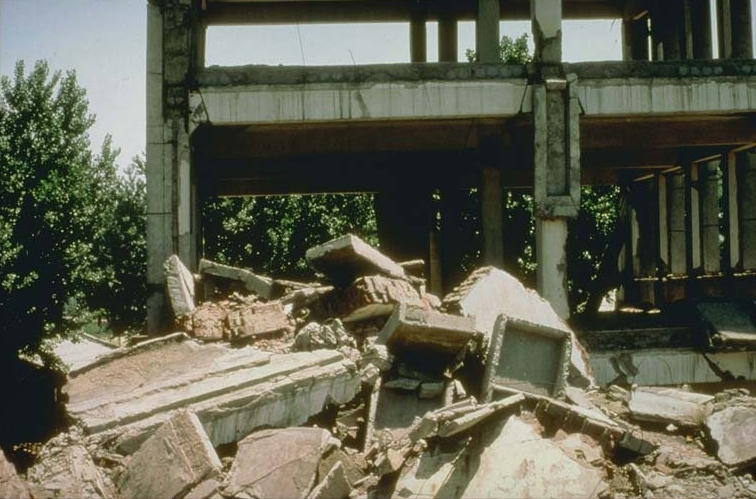
Edificio convertido en escombros durante el terremoto de Tangshan (China) de 1976.

A pesar de la publicación de la descripción detallada del cuadro clínico de cuatro casos de aplastamiento efectuada por Bywaters y Beall en 1941,  el síndrome de aplastamiento relacionado con desastres pasó inadvertido hasta que se produjo uno de los terremotos más mortíferos de todos los tiempos, el terremoto de Tangshan de 1976. Ese terremoto causó la muerte de 240 000 personas y heridas en 165 000 y en el contexto de esa catástrofe se formularon tres observaciones importantes, a saber, la incidencia de síndrome de aplastamiento varió del dos al cinco por ciento entre las víctimas heridas, los pacientes con lesiones por aplastamiento, cuyo estado general parece satisfactorio, pueden morir en forma repentina debido a la hiperpotasemia y por último, independientemente de la gravedad de la compresión muscular, cualquier paciente puede desarrollar el síndrome de aplastamiento; por lo tanto, todos los casos de aplastamiento deben ser observados de cerca para detectar cualquier signo incipiente de insuficiencia renal aguda.  Esas observaciones fueron confirmadas por varios terremotos posteriores.
En 1979 y 1982, respectivamente, se observaron dos hechos interesantes que tuvieron una gran repercusión sobre la actitud terapéutica posterior respecto del síndrome de aplastamiento relacionado con desastres. En 1979 siete víctimas atrapadas tras el colapso total de un edificio fueron extraídas de los escombros después de doce horas y recibieron la primera infusión intravenosa posrescate con un retraso de seis horas. Todos esos pacientes desarrollaron insuficiencia renal aguda en el transcurso del primer día posterior al rescate a pesar de haber recibido una reposición de volumen de entre cinco y diez litros de solución salina por día. En cambio, en 1982, en un incidente similar, de ocho pacientes que quedaron atrapados bajo los escombros de un edificio siete comenzaron a recibir líquidos intravenosos de inmediato —incluso antes de su extracción completa— en el lugar mismo del derrumbe. En el transcurso de las dos horas que siguieron a su liberación esos pacientes fueron trasladados a un hospital en el que se continuó con el tratamiento de reposición de volumen forzada con soluciones alcalinas. Ninguno de ellos desarrolló insuficiencia renal aguda. El paciente restante, que había estado enterrado bajo los escombros durante cinco horas y media, una vez liberado fue trasladado a un centro de traumatismos después de un retraso de veinticuatro horas y hasta ese momento solo recibió dos litros de líquido por vía intravenosa. A su llegada al centro ese paciente ya había desarrollado una insuficiencia renal aguda establecida para cuyo tratamiento requirió diálisis de apoyo durante un mes. Estas observaciones subrayan la importancia vital de que las víctimas de aplastamiento reciban reposición de líquidos lo más pronto que se pueda, si es posible antes de la extracción.
Los conceptos "desastre renal", "sismonefrología y "nefrología de los desastres" han evolucionado. Durante el terremoto de Armenia de 1988, que provocó alrededor de 150 000 muertes, los equipos de rescate llegaron a la zona del desastre con un retraso considerable y encontraron que unas seiscientas víctimas que habían sido rescatadas de entre los escombros a posteriori habían desarrollado insuficiencia renal aguda, después de lo cual muchas de ellas habían muerto a causa de la falta de diálisis. De hecho, ese evento fue el origen del término "desastre renal". El amplio apoyo que recibió Armenia del exterior no sirvió de mucho porque en ese momento no había ninguna estructura de apoyo internacional organizada disponible. Posteriormente la Sociedad Internacional de Nefrología fundó la organización llamada Renal Disaster Relief Task Force (RDRTF), un cuerpo mundial de expertos en riñón cuyos voluntarios (médicos y enfermeras) brindaron su ayuda por primera vez en el Terremoto de İzmit de 1999 en Turquía, donde cuatrocientas sesenta y dos personas recibieron diálisis con resultados positivos.
De los seiscientos treinta y nueve pacientes con síndrome de aplastamiento registrados en el terremoto de Mármara de 1999 cuatrocientos setenta y siete requirieron sostén con diálisis y se aplicaron más de cinco mil tratamientos dialíticos.  Entre todos los terremotos bien documentados posteriores el mayor número de pacientes con insuficiencia renal aguda relacionada con lesiones por aplastamiento se informó después del desastre de Kobe en Japón en 1995, con doscientos dos casos.
De acuerdo con una publicación ya mencionada, para prevenir complicaciones sistémicas en los pacientes con lesiones por aplastamiento se debe administrar un tratamiento agresivo con líquidos. Además, los autores del trabajo aclaran que para lograr ese propósito no es necesario escindir músculo muerto. Por otra parte, según ellos, una lesión por aplastamiento abierta requiere fasciotomía y desbridamiento radical inmediato del tejido muscular muerto y también puede llegar a requerirse una amputación a través del tejido sano en una extremidad con laceración importante de la piel. Por último, en la misma publicación se aconseja que una lesión por aplastamiento cerrada no sea tratada quirúrgicamente hasta que haya demarcación de una parte gangrenosa. Ni siquiera una mionecrosis extensa evidente es una indicación de tratamiento quirúrgico inmediato. La única excepción a este precepto es la necesidad de realizar una fasciotomía para salvar la parte distal de la extremidad si no hay pulsos distales ni llenado capilar y la fasciotomía debe ser acompañada por un desbridamiento radical.
Otro autor sostiene que el manejo hospitalario de las lesiones por aplastamiento es en esencia el de la rabomiolisis. El manejo quirúrgico es similar al que se adopta en todos los casos de traumatismo. Según él, la reposición de líquido muy enérgica, la diuresis con fasciotomías cuando esté indicado y la monitorización de las enzimas y los electrólitos salvarán muchas extremidades y muchas vidas.
Según una publicación de 2004 ya mencionada, el primer objetivo que debe perseguirse en la atención de las víctimas de un desastre es prevenir el desarrollo del síndrome de aplastamiento, lo que se puede lograr mejor mediante la administración temprana y masiva de líquidos. La insuficiencia renal aguda resultante de la rabdomiólisis es una causa importante de morbilidad y mortalidad en las víctimas rescatadas de los desastres por lo que su prevención es vital para disminuir el número de muertes. Dado que la hipovolemia es el factor más importante en la patogenia, la reposición de líquido temprana y vigorosa es la medida terapéutica más útil en la profilaxis de este trastorno. La eficacia de este enfoque se comprobó por primera vez en las víctimas de heridas por aplastamiento durante el derrumbe de un edificio y se confirmó posteriormente en las víctimas del terremoto de Kobe, Japón, y en un subgrupo pediátrico del terremoto de Mármara, Turquía. Sin embargo, una reanimación con líquidos extensa y no controlada puede causar hipervolemia y las complicaciones relacionadas, sobre todo en pacientes de edad avanzada y en aquellos en los que él se retrasa considerablemente el tratamiento. Por lo tanto, la reposición de líquido debe individualizarse teniendo en cuenta diversas variables médicas y logísticas, a saber, las características demográficas, la escala del desastre, las condiciones ambientales, el tiempo pasado debajo de los escombros, la longitud del procedimiento de extracción, el estado del volumen y la diuresis. Dado que el síndrome de aplastamiento se puede evitar con un manejo intensivo de los líquidos, los pacientes con lesión por aplastamiento nunca deben ser abandonados sin tratamiento, aun cuando la diálisis no esté disponible.
Para finalizar, la mejor medida preventiva para reducir el número de víctimas de una catástrofe es construir edificios de alta calidad. En algunos casos la fijación de los muebles a las paredes también puede ser útil. En ausencia de esas medidas la incidencia de lesiones por aplastamiento relacionadas con desastres seguirá siendo alta.